# 广岛市现代美术馆
广岛市现代美术馆（日语：ひろしましげんだいびじゅつかん，英语：Hiroshima City Museum of Contemporary Art），是位于广岛县广岛市南区的美术馆。这是日本首家向公众开放的当代艺术博物馆。

## 简介
该馆于1989年5月3日开馆。建筑由黑川纪章设计。博物馆主要展出二战后当代艺术以及年轻艺术家的作品。这些作品将当代艺术与广岛紧密相连。除了展厅外，美术馆还有商店、咖啡厅、工作室、影像角、图书角等设施。博物馆位于比治山公园内，靠近广岛市立漫画图书馆。

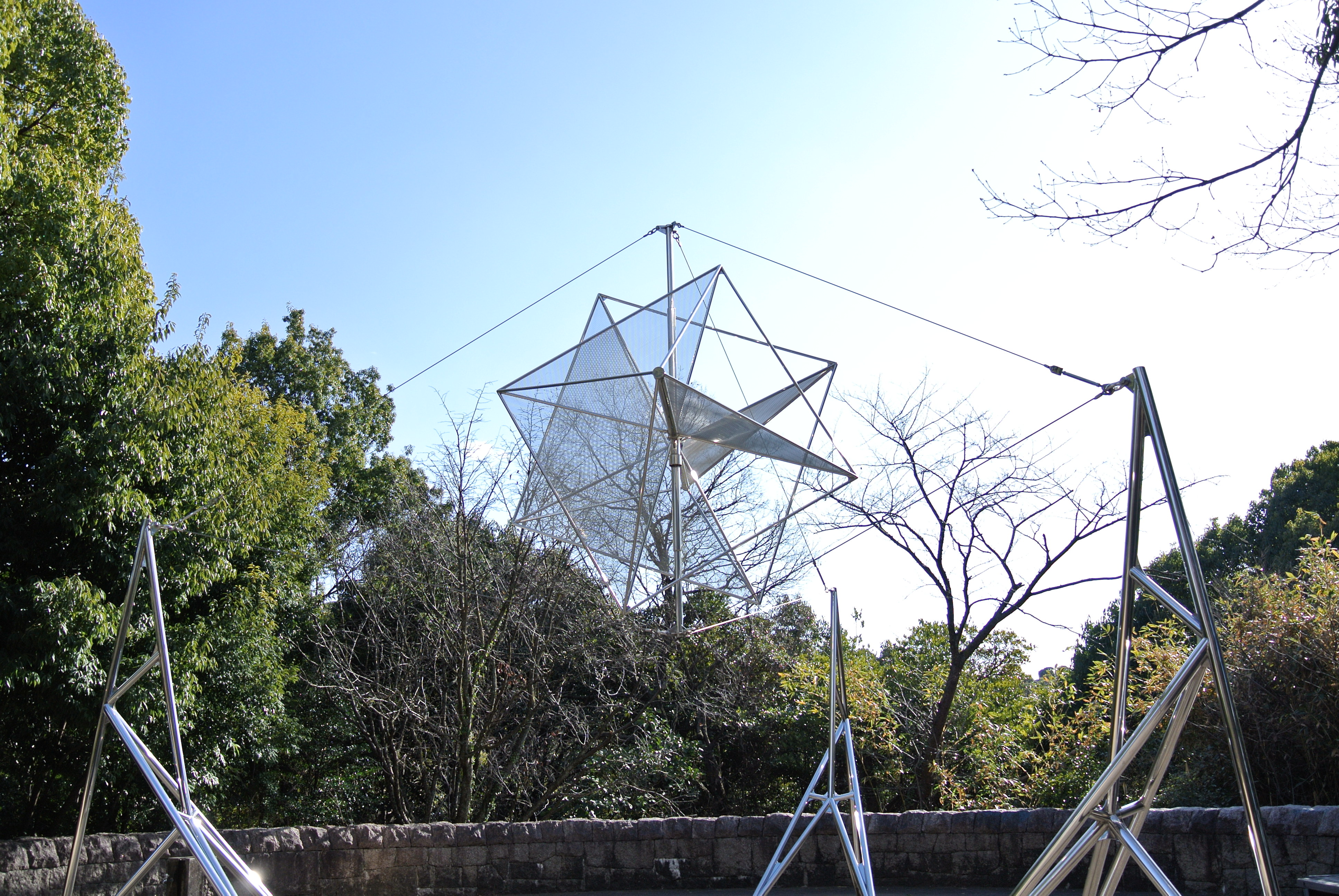
位于广岛市现代美术馆外的装置艺术

因进行翻新工程，该馆自2020年12月28日起闭馆，并实施了馆内全面翻新。2023年3月18日重新开放。

## 知名藏品
- 《拱门》、《原子碎片》亨利·摩尔[5][6]

- 《小鸟》费尔南多·博特罗

- 《安艺之翼》澄川喜一

- 《午夜茶点时间》佐古昭典

- 《玛丽莲》安迪·沃霍尔

- 《拉卡1》弗兰克·斯特拉

- 《无题》唐纳德·贾德

- 《天空的距离》日高理惠子

- 《物体#4》谏山元贵

- 《靛蓝残影》佐野 ぬい

- 《复活的灵魂》草间弥生

- 《射击太阳》山口胜弘

- 《玻璃器皿与静物》山野洋子·安德森
- 《花园》大岩奥斯卡尔[7]

## 交通方式
- 广岛电铁皆实线比治山下停留场站步行约500米
- 广电巴士、广岛巴士 在“段原中央”巴士站下车，经比治山天空步道约550-700米[8]
- 广岛观光环线巴士 广岛枫叶环线（橙色路线）至现代美术馆前（漫画图书馆）巴士站下车后约100米